# LIRC
LIRC, wat staat voor Linux Infrared Remote Control, is een programma waarmee met een zelfgemaakte infraroodontvanger en een bestaande afstandsbediening de computer bediend kan worden. De huidige versie ondersteunt meerdere ontvangers. 
LIRC is met elke afstandsbediening te gebruiken. Indien de configuratie niet op de homepage van LIRC staat, kan deze zelf aangemaakt worden met LIRC. Voor Windows-gebruikers is er WinLIRC, de Windows-variant van LIRC.

## Licentie
De broncode van LIRC is vrijgegeven onder de GPL. LIRC wordt gerekend tot de opensourcesoftware en is gratis te downloaden van de website.